# Goodyera repens
Goodyera repens (L.) R.Br., 1813è una piccola pianta erbacea perenne dai delicati fiori bianchi, appartenente alla famiglia delle Orchidacee.

## Etimologia
Il nome generico (Goodyera) è stato creato dal botanico scozzese Robert Brown (1773 – 1858) in onore di un altro botanico: John Goodyer (1592-1664), un naturalista inglese considerato un precursore della botanica moderna.

 
Il termine specifico (repens) significa “strisciante” e fa riferimento al tipo di portamento della pianta.

In lingua tedesca questa pianta si chiama Moosorchis oppure Netzblatt oppure Kriechstendel; in francese si chiama Goodyère rampante; in lingua inglese si chiama Creeping Lady's-tresses.

## Descrizione

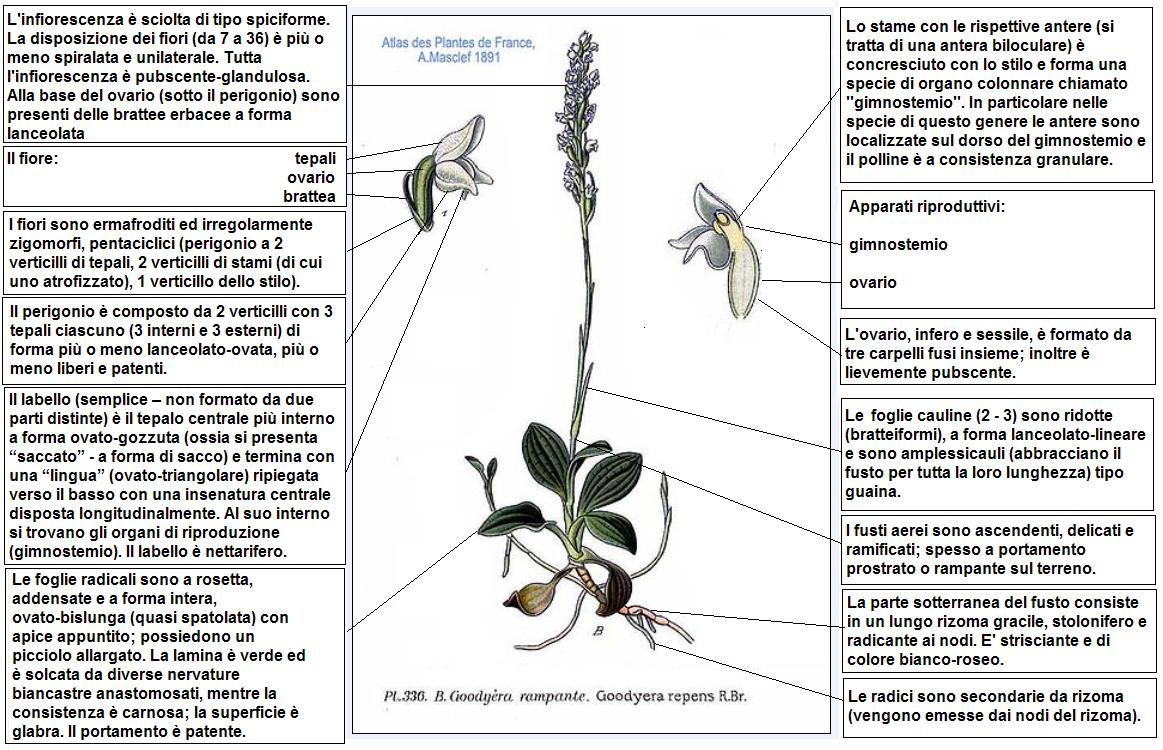
Descrizione delle parti della pianta

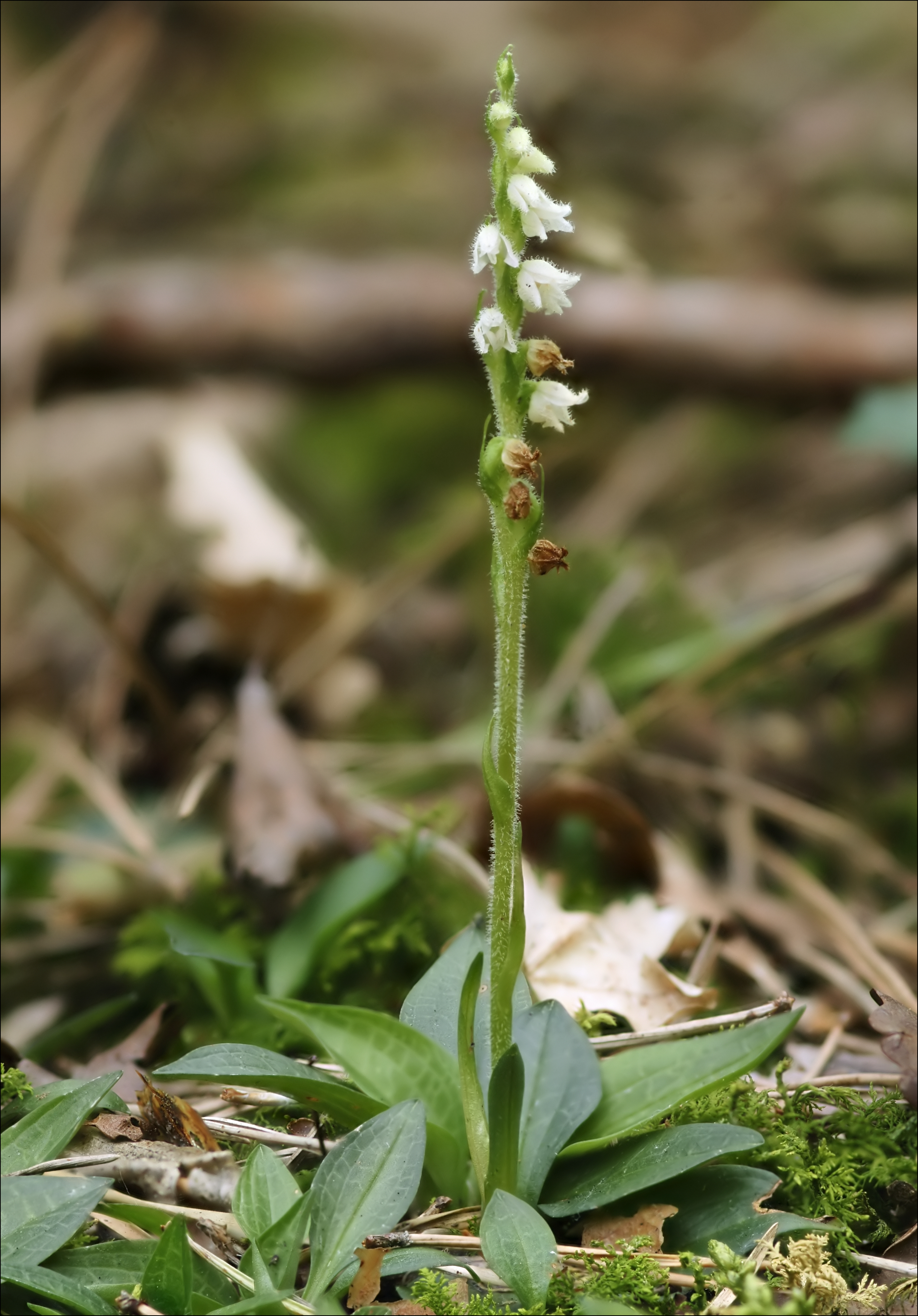
Il portamento

È una pianta erbacea perenne alta normalmente da 5 a 30 cm. La forma biologica di questa orchidea è geofita rizomatosa (G rizh), ossia è una piante con un particolare fusto sotterraneo, detto rizoma, che ogni anno si rigenera con nuove radici e fusti avventizi. È un'orchidea terrestre in quanto contrariamente ad altre specie, non è “epifita”, ossia non vive a spese di altri vegetali di maggiori proporzioni (ha cioè un proprio rizoma).

### Radici
Le radici sono secondarie da rizoma (vengono emesse dai nodi del rizoma).

### Fusto
- Parte ipogea: la parte sotterranea consiste in un lungo rizoma gracile, stolonifero e radicante ai nodi. È strisciante e di colore bianco-roseo. Tende a ricoprire un'area più ampia di quella che farebbe supporre in base alle dimensioni visibili della pianta.
- Parte epigea: i fusti aerei sono ascendenti, delicati e ramificati; spesso a portamento prostrato o rampante sul terreno. Sono pubescenti nella parte alta.

### Foglie

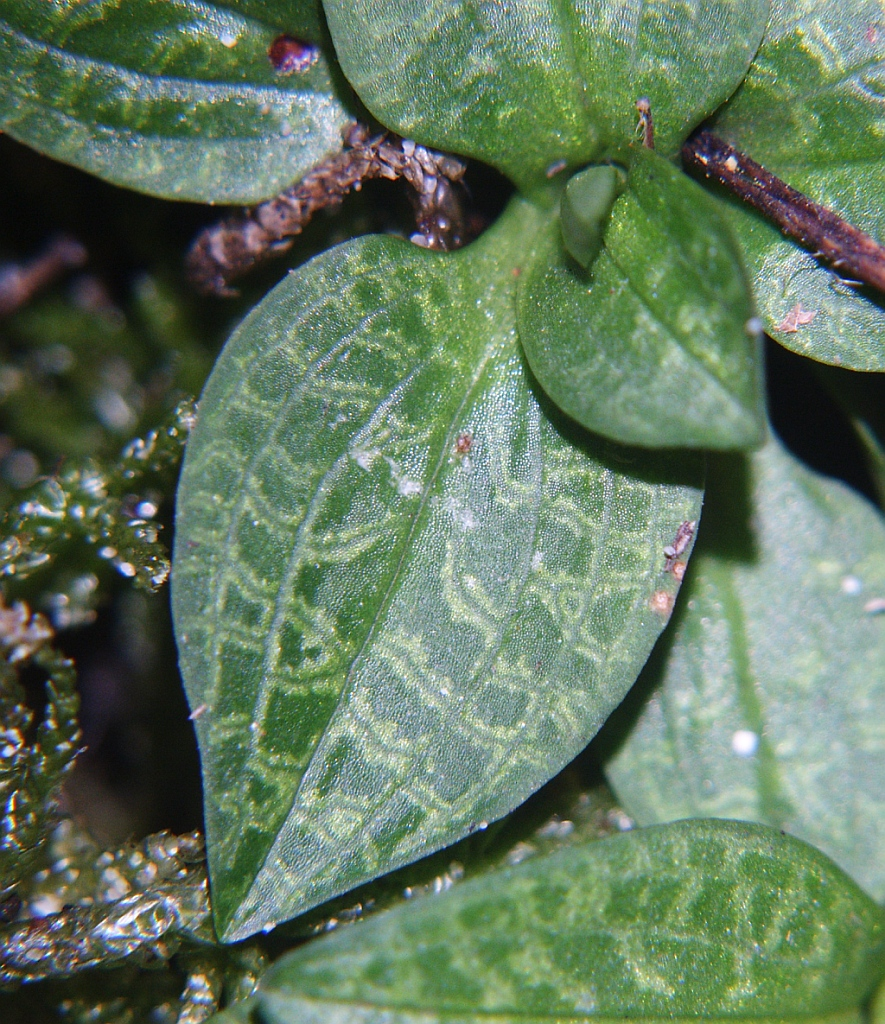
Le foglie

- Foglie basali: è una pianta dotata di diverse foglie (da 4 a 7) radicali o basali disposte a rosetta, addensate e a forma intera, ovato-bislunga (quasi spatolata) con apice appuntito; possiedono un picciolo allargato. La lamina è verde ed è solcata da diverse nervature biancastre e parallele ma anche reticolate (5 nervi anastomosati – per la flora spontanea delle orchidee italiane questa è l'unica eccezione), mentre la consistenza è carnosa; la superficie è glabra. Il portamento è patente. Dimensioni del picciolo: larghezza 2 – 3 mm; lunghezza quanto la lamina della foglia. Dimensioni della foglia: larghezza 8 – 12 mm; lunghezza 18 – 25 mm.
- Foglie cauline: quelle del fusto (2 – 3 foglie cauline) sono ridotte (bratteiformi), a forma lanceolato-lineare e sono amplessicauli (abbracciano il fusto per tutta la loro lunghezza) tipo guaina. Lunghezza delle foglie cauline: 5 – 7 cm.

### Infiorescenza

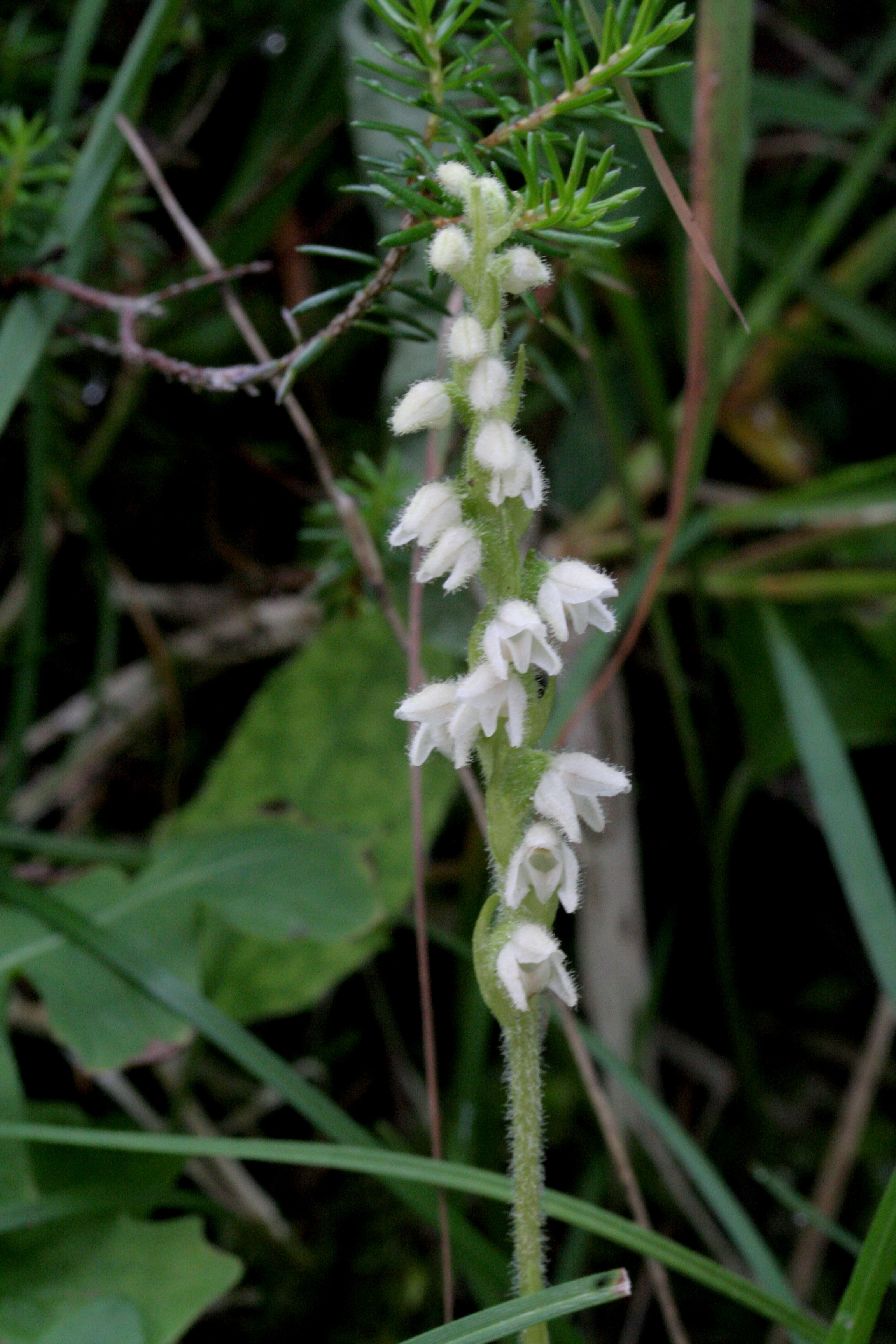
Infiorescenza. Località: Cortina (BL), 1400 m s.l.m. - 04/08/2008

L'infiorescenza è sciolta di tipo spiciforme. La disposizione dei fiori (da 7 a 36) è più o meno spiralata e unilaterale. Tutta l'infiorescenza è pubescente-glandulosa. Alla base del ovario (sotto il perigonio) sono presenti delle brattee erbacee a forma lanceolata; queste sono più lunghe dell'ovario. L'infiorescenza è inoltre un po' incurvata all'apice. Lunghezza dell'infiorescenza: 5 – 15 cm.

### Fiore

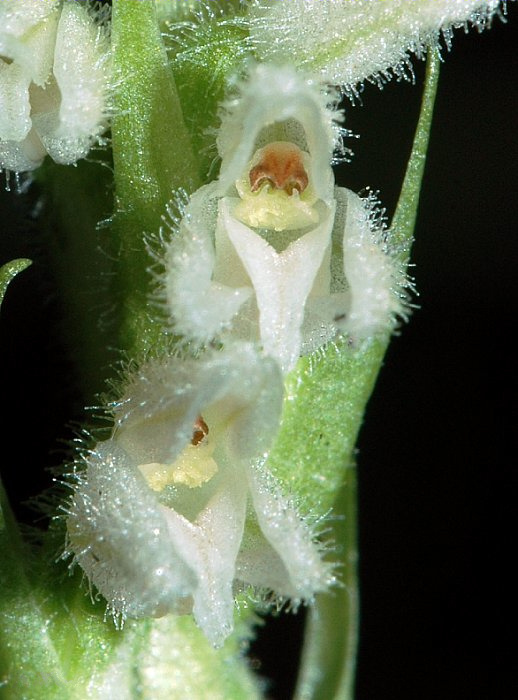
Il fiore

I fiori sono ermafroditi ed irregolarmente zigomorfi, pentaciclici (perigonio a 2 verticilli di tepali, 2 verticilli di stami (di cui uno atrofizzato), 1 verticillo dello stilo). Dimensione dei fiori: 3 – 7 mm.
- Formula fiorale: per queste piante viene indicata la seguente formula fiorale:

P 3+3, [A 1, G (3)]
- Perigonio: il perigonio è composto da 2 verticilli con 3 tepali ciascuno (3 interni e 3 esterni) di forma più o meno lanceolato-ovata, più o meno liberi e patenti. Il primo verticillo (esterno) ha 3 tepali conniventi di colore biancastro e sono vistosamente pubescenti-glandulosi, con apice acuto e margini lievemente ripiegati all'interno; il loro portamento ricorda quello di una campanula e sono quasi ad angolo retto rispetto all'ovario. Nel secondo verticillo (interno) il tepalo centrale (chiamato "labello") è molto diverso rispetto agli altri due laterali che si presentano più ottusi e più simili ai tre tepali esterni. Sono inoltre aderenti ai tepali esterni. Lunghezza dei tepali: 3 - 4 mm.
- Labello: il labello (semplice – non formato da due parti distinte) è il tepalo centrale più interno a forma ovato-gozzuta (ossia si presenta “saccato” - a forma di sacco) e termina con una "lingua" (ovato-triangolare) ripiegata verso il basso con una insenatura centrale disposta longitudinalmente. Al suo interno si trovano gli organi di riproduzione (il ginostemio). Il labello non è speronato come in altri generi della stessa famiglia. Il labello è nettarifero. Dimensione del labello: larghezza 1,4 – 3,2 mm; lunghezza 1,8 – 4,8 mm. Lunghezza della linguetta: 4 mm.
- Ginostemio: lo stame con le rispettive antere (si tratta di una antera biloculare) è concresciuto con lo stilo e forma una specie di organo colonnare chiamato ginostemio[6]. In particolare nelle specie di questo genere le antere sono localizzate sul dorso del ginostemio e il polline è a consistenza granulare. Il colore del ginostemio è giallo alla base e rosso all'apice. L'ovario, infero e sessile, è formato da tre carpelli fusi insieme; inoltre è lievemente pubescente.
- Fioritura: da giugno ad agosto.

### Frutti

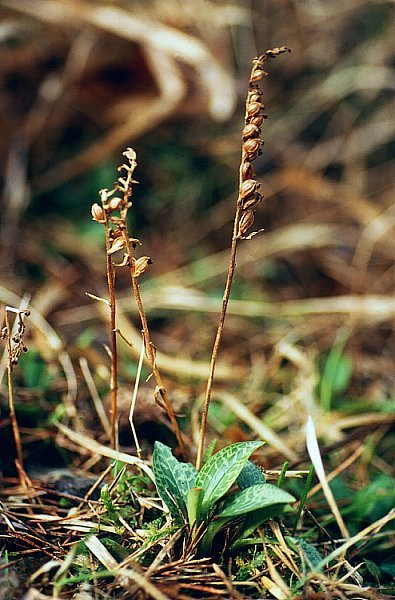
I frutti

Il frutto è una capsula più o meno ovoidale con alcune coste. È deiscente lungo tre di queste coste. Al suo interno sono contenuti numerosi minutissimi semi (sono probabilmente i semi più piccoli della famiglia delle Orchidee). Questi semi sono privi di endosperma e gli embrioni contenuti in essi sono poco differenziati in quanto formati da poche cellule. Queste piante vivono in stretta simbiosi con micorrize endotrofiche, questo significa che i semi possono svilupparsi solamente dopo essere infettati dalle spore di funghi micorrizici (infestazione di ife fungine del genere Rhizoctonia). Questo meccanismo è necessario in quanto i semi da soli hanno poche sostanze di riserva per una germinazione in proprio..

## Biologia
La riproduzione di questa pianta avviene in due modi: 
- per via sessuata grazie all'impollinazione degli insetti pronubi (Impollinazione entomofila).
- per via vegetativa in quanto i rizomi possono emettere gemme avventizie capaci di generare nuovi individui.

## Distribuzione e habitat
- Geoelemento: il tipo corologico (area di origine) è Circumboreale - Eurosiberiano, ma anche Nord Americano.
- Diffusione: in Italia è considerata rara e si trova nelle Alpi (ad esclusione delle province di Novara, Varese e Como) e negli Appennini settentrionali e centrali (negli Appennini è probabilmente avventizia[8]). Fuori dall'Italia è presente nell'Europa occidentale (sui rilievi non è segnalata nelle Alpi Dinariche) e comunque è presente fino ai Carpazi (è l'orchidea più diffusa in Scandinavia). È spontanea anche nelle zone montuose dell'America del nord. In Italia è da considerare una “pianta relitto”, ossia probabilmente derivata dai climi freddi e asciutti dei periodi postglaciali[9]
- Habitat: l'habitat tipico sono le stazioni alpine ombrose e umide (pinete montane a Pino nero e Pino silvestre). È una pianta che facilmente si trova a contatto con i cuscinetti di muschio nei sottoboschi di aghifoglie. Sviluppa quindi una simbiosi micorrizica con i microrganismi di questo ambiente. Il substrato preferito è sia calcareo che siliceo con pH neutro e bassi valori nutrizionali del terreno che deve essere secco.
- Diffusione altitudinale: sui rilievi queste piante si possono trovare dai 400 fino a 2000 m s.l.m.; frequentano quindi i seguenti piani vegetazionali: montano e subalpino.

### Fitosociologia
Dal punto di vista fitosociologico la specie di questa voce appartiene alla seguente comunità vegetale:
Formazione: delle comunità forestali
Classe: Vaccinio-Piceetea excelsae
Ordine: Picetalia excelsae

## Tassonomia
Queste orchidee sono assegnate alla tribù delle Cranichideae caratterizzate da antere persistenti dotate di polline granulare. 

Il numero cromosomico di G. repens è: 2n = 30.

### Variabilità
I fiori delle varietà americane hanno colori più vicini al verde (verdognolo) oppure al bianco crema e il colore delle foglie è più scuro (verde-blu-oliva). In quest'area si sono individuate due varietà (queste due varietà non sono presenti in Europa e vengono considerate sinonimi della specie nominale):
- Goodyera repens var. repens: individui a foglie verdi e semplici (lamina poco reticolata).
- Goodyera repens var. ophioides Fernald: le venature della foglie sono circondate da ampie fasce biancastre (lamina molto reticolata).

### Sinonimi
La specie Goodyera repens ha avuto nel tempo diverse nomenclature. L'elenco che segue indica alcuni tra i sinonimi più frequenti:
- Satyrium repens L. (1753) (basionimo)
- Epipactis repens (L.) Crantz (1769)
- Serapias repens (L.) Vill. (1787)
- Neottia repens (L.) Sw. (1800)
- Orchis repens (L.) Eyster ex Poir. (1805)

## Usi

### Farmacia
In alcune zone questa pianta trova qualche impiego nella medicina popolare: una infusione delle foglie contro il mal di denti o per migliorare l'appetito; le radici a volte vengono usate nel trattamento di problemi vescicali.

## Conservazione
Come tutte le orchidee è una specie protetta e quindi ne è vietata la raccolta e il commercio ai sensi della Convenzione sul commercio internazionale delle specie minacciate di estinzione (CITES).

## Galleria d'immagini

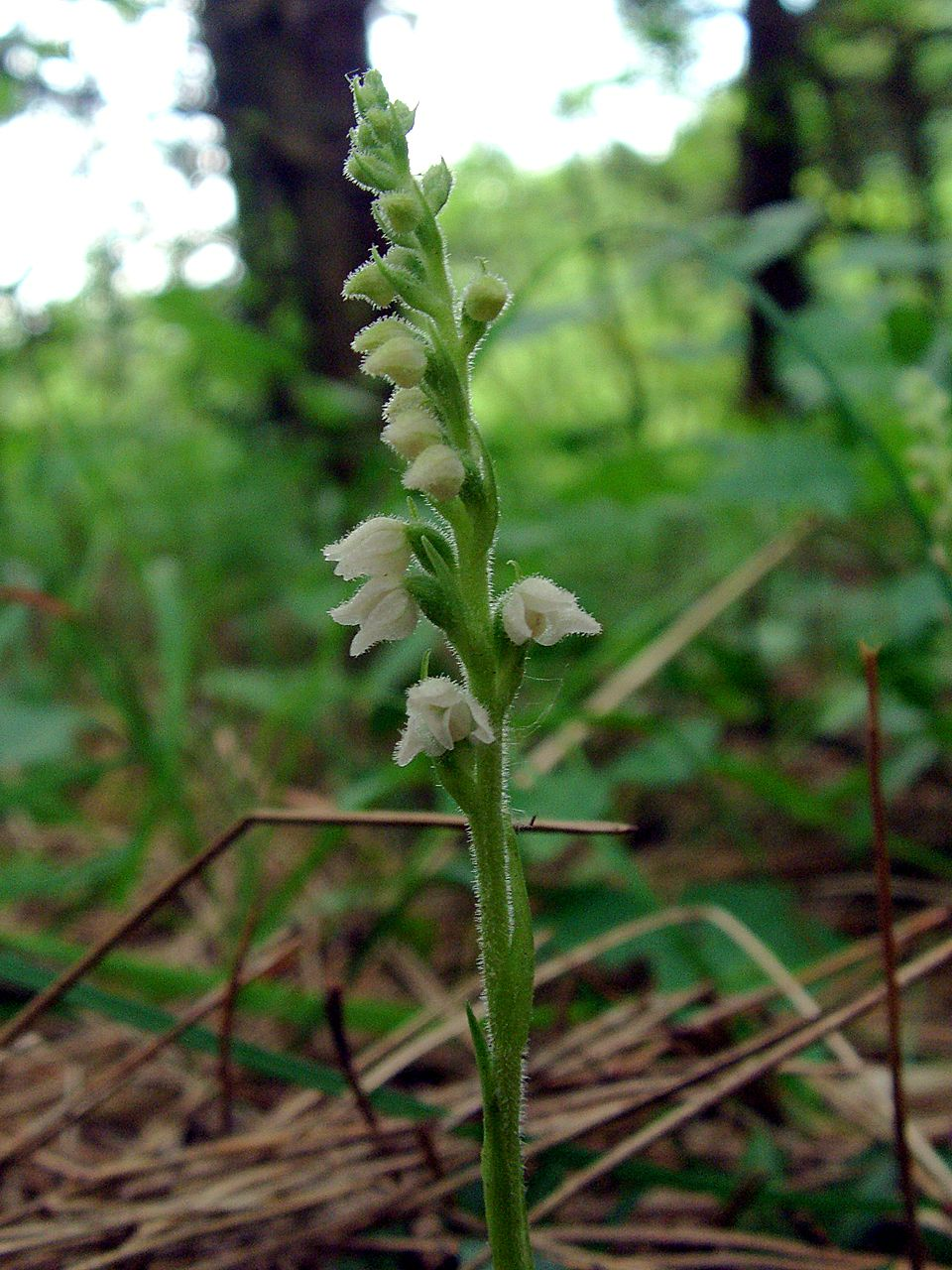
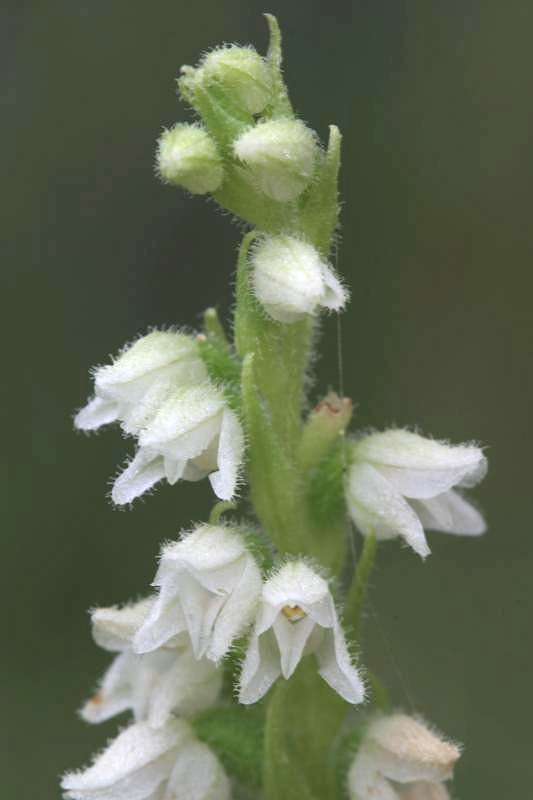
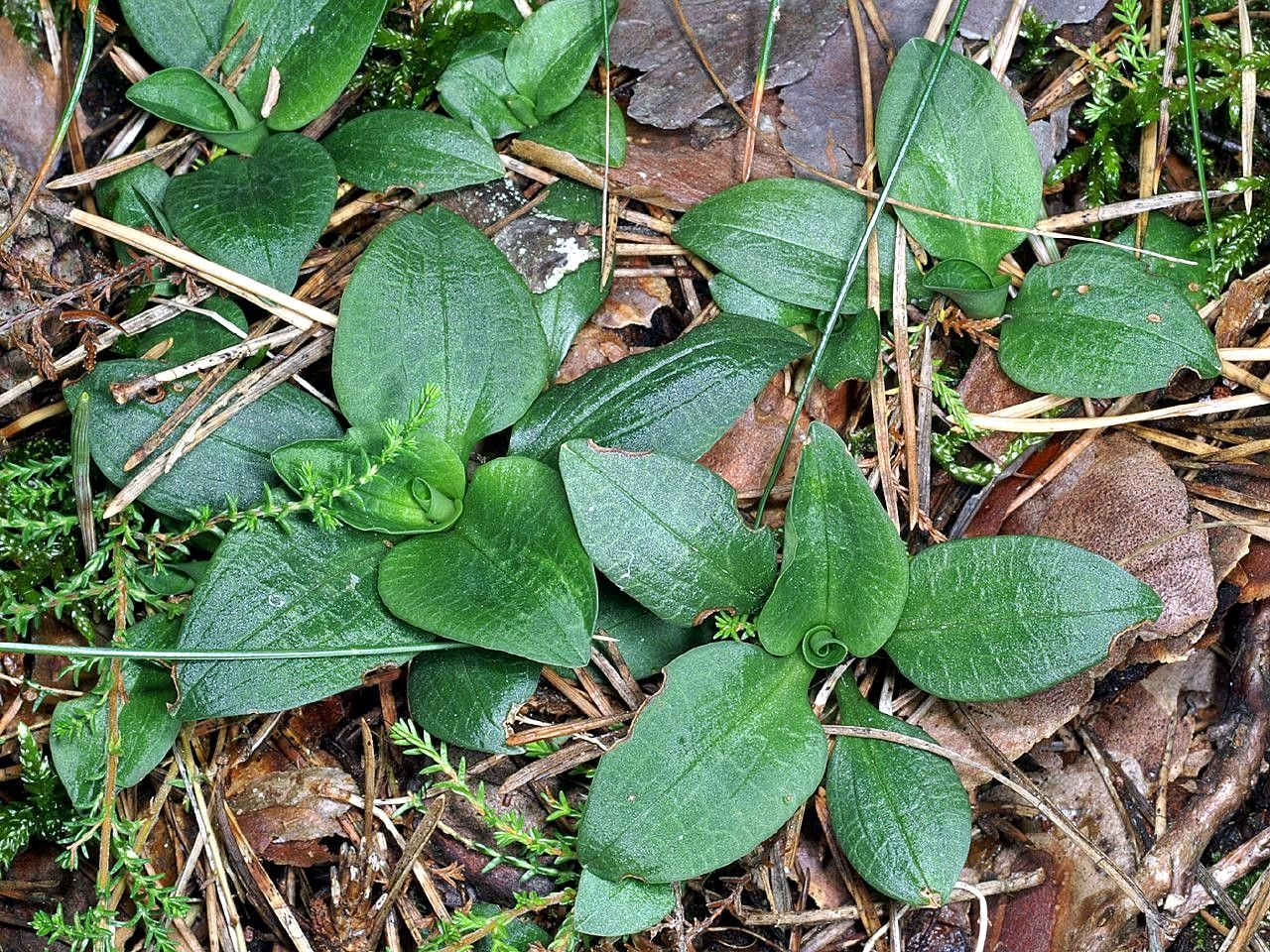
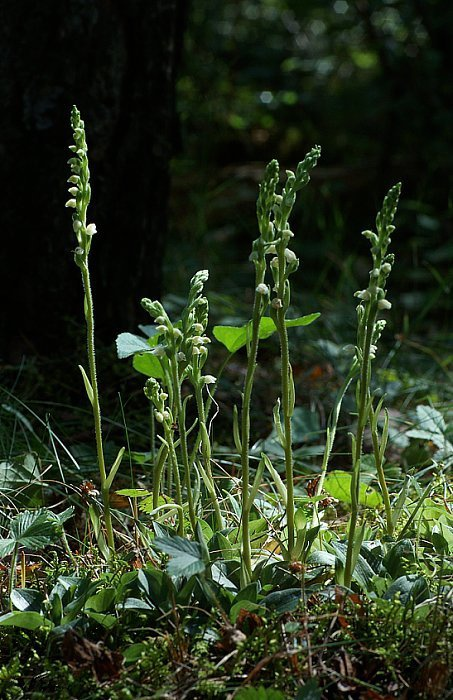